# Истр (округ)
Истр (фр. Istres) — округ (фр. Arrondissement) во Франции, один из округов в регионе Прованс-Альпы-Лазурный берег. Департамент округа — Буш-дю-Рон. Супрефектура — Истр.
Население округа на 2006 год составляло 305 279 человек. Плотность населения составляет 510 чел./км². Площадь округа составляет 599 км². Территория округа расположена вдоль побережья озера Этан-де-Берр, на юге выходит к Средиземному морю (т.н. Синий (голубой) берег).
Кантоны округа:
1. Бер-л’Этан
2. Витроль
3. Восточный Мартиг
4. Западный Мартиг
5. Мариньян
6. Северный Истр
7. Южный Истр
8. Шатонёф-Кот-Блё